# 誰來守護我
《誰來守護我》是一部日本電影，於2009年1月24日上映。

## 概要
這是一套由富士電視台的人氣電視劇、電影系列《跳躍大搜查線》的編劇君塚良一執導、監製龜山千廣製作的刑事電影。電影由佐藤浩市主演、志田未來擔任女主角；在跳躍大搜查線中飾演室井慎二的柳葉敏郎亦有參演。
電影的拍攝工作於2008年1月到3月期間進行。為了造成紀錄片般的真實感，全片皆為外景拍攝。
電影由富士電視台製作，東寶發行。

## 故事
一位還未成年的兄長因涉嫌連環殺人而被捕，其妹妹沙織的生活也因此而被完全改變。刑警受命保護被社會中傷及受傳媒追究的沙織。育有一位與沙織同齡的女兒的刑警，在家庭崩潰之前一刻再次專注於工作上。兩人的心漸漸相通起來。

## 角色及演員
- 勝浦卓美：佐藤浩市

東豐島署刑警。
- 船村沙織：志田未來

初中三年級學生。
- 三島省吾：松田龍平

勝浦的後輩刑警。
- 本庄久美子：石田百合子

圭介的妻子。
- 梅本孝治：佐佐木藏之介

知名新聞社記者。
- 坂本一郎：佐野史郎

東豐島署暴力犯係係長。
- 稻垣浩一：津田寬治

東豐島署一係刑事。
- 佐山惇：東貴博（Take2成員）

年輕記者。
- 尾上令子：木村佳乃

精神科醫生。
- 本庄圭介：柳葉敏郎

西式家庭旅館的主人。
- 園部達郎：冨浦智嗣

沙織的戀人。
- 荒井萌
- 井筒太一
- 伊藤高史
- 柄本時生
- 大河內浩
- 平野早香
- 水谷敦
- 大村美樹
- 長野里美
- 井上康

## 主題曲
- Libera 《因為有你》（原題：You were there）

## 製作人員
- 製作：龜山千廣（富士電視台）
- 製作統括：杉田成道、島谷能成
- 監製：臼井裕詞、種田義彥
- 副監製：宮川朋之
- 策劃：古郡真也
- 編劇：君塚良一、鈴木智
- 音樂：村松崇繼
- 攝影：栢野直樹（J.S.C.）
- 照明：磯野雅宏
- 錄音：柿澤潔
- 美術：山口修
- 裝飾：平井浩一
- 編輯：穗垣順之助
- 音響效果：柴崎憲治
- VFX指導：山本雅之
- 副導演：杉山泰一
- 製作擔當：橋本靖、齊藤健志
- 導演：君塚良一
- 企劃：富士電視台、日本電影衛星廣播、東寶
- 製作公司：FILM
- 發行：東寶

## DVD
由波麗佳音發行的DVD於2009年9月2日開始發售。

## 獲獎
《誰來守護我》獲得了第32屆蒙特利爾世界電影節世界競賽組最佳劇本獎。

## 關連項目
- 誰都不能保護（與電影相關、與電影公映日同日播映的特別電視劇）
- 跳躍大搜查線

## 外部連結
- 《誰來守護我》官方網站（日語）
- [永久]，日本雅虎電影，2007年11月26日（日語）
- 《跳躍大搜查線》主創開拍新片《誰都不保護》 （页面存档备份，存于），《新浪娛樂》，2007年11月26日（简体中文）